# Unutrašnja Austrija
Unutrašnja Austrija (nje: Innerösterreich, lat: Austria Interior) je zajednički naziv za zemlje južno od prijevoja Semmering. On obuhvaća vojvodstva Štajerska, Koruška, Kranjska i Austrijsko primorje. To područje je postojalo kao politička cjelina za vrijeme podjela habsburškog naslijeđa 1379./1411. – 1457. i 1564. – 1619. Glavni grad je bio Graz.
Izraz je nastao sredinom 15. stoljeća kao suprotnost izrazima Donja Austrija (uža Austrije, odnosno Austrije iznad i ispod rijeke Enns) i Gornja Austrija (Tirol i stari posjedi).
Prva podjela dogodila se 1379. kada su posjedi Albrechta II. podijeljeni između njegovih sinova Albrechta III. (Albrechtova linija) i Leopolda III. (Leopoldova linija). 
U sklopu Druge podjele iz 1564. između sinova Ferdinanda I., je njegov najmlađi sin Karlo II. dobio ovaj skup zemalja u naslijeđe. Taj skup zemalja organiziran je kao zasebna teritorijalna jedinica s vlastitom ratnom službom čiji zadatak je bio zaštita granice od Osmanlijskog Carstva. Središte je bio Graz odakle je organizirana i uspostava Vojne krajine, a ta funkcija je tek 1705. prebačena u Beč.
Vladar Unutrašnje Austrije Ferdinand III. je 1619. godine postao carem (pod imenom Ferdinand II.), vladarom čeških zemalja (od 1617., ali s prekidima) te vladarom donjoaustrijskih zemalja. Nakon toga se Unutrašnja Austrija sve više sjedinjavala s cjelokupnim habsburškim posjedima. Posebni upravitelja vojne službe za Unutrašnju Austriju se održao još do Marije Terezije. 

## Vojvode i nadvojvode Unutrašnje Austrije
iz Leopoldove linije:
- Leopold III. Pravedni (1351. – 1386.)
- Vilim Ambiciozni (1396. – 1406.)
- Leopold IV. Debeli (1406. – 1411.)
- Fridrik V. od 1435., kao car (1452. – 1493.)

iz unutrašnjoaustrijske linije Habsburgovaca:
- Karlo II. (1564. – 1590.)
  - Ernst II., kao upravitelj (1590. – 1593.)
  - Maksimilijan III., kao upravitelj (1593. – 1595.)
- Ferdinand III. od 1590. odnosno 1595. te kao car od 1619. do 1637.

## Galerija
- Karta trodiobe Austrije